# Georg Kringelbach
|  | Ikke at forveksle med George Kringelbach |
Georg Nicolai Kringelbach (født 29. januar 1839 på Roskilde Kro i Herstedvester Sogn, død 14. november 1912 på Frederiksberg) var en dansk arkivembedsmand.
Han var søn af daværende gæstgiver Mads Jensen Kringelbach (26. juli 1802 – 26. september 1875) og Caroline Amalie f. Østberg (27. maj 1812 – 26. marts 1873), blev student fra Roskilde Katedralskole 1857 og juridisk kandidat 1864, var 1865-75 knyttet til Dagbladet og skrev samtidig politiske korrespondancer til forskellige danske og norske blade, blev 1869 assistent og 1883 fuldmægtig i Kongerigets Arkiv, hvor han 1885 blev kontorchef og efter arkivreformen 1889 arkivar og chef for Rigsarkivets 2. afdeling. I sit virke var Kringelbach især optaget af admistrationens virksomhed og mindre af den historieskrivning. Han var en betydelig hjælp for sine tre overordenede, A.D. Jørgensen, C.F. Bricka og V.A. Secher.
Få har som ham haft nøjere kendskab til den danske statsadministrations udvikling siden enevældens indførelse eller besiddet større viden om kilderne til det 18. og 19. århundredes danske historie. Kringelbach udgav kun lidt, men bidrog til 1. udgave af Dansk biografisk leksikon (1887-1905) og udgav Den civile Centraladministrations Embedsetat 1660-1848 (1889), Den civile Centraladministration 1848-93 (1894) og Civile Direktioner og Kommissioner under Enevælden (1899). Han blev Ridder af Dannebrog 1890 og Dannebrogsmand 1897.
Kringelbach blev gift 16. maj 1872 i Brønshøj Kirke med Olga Caroline Wilhelmine Sødring (8. juli 1851 i Helsingør – 17. april 1924 i Rungsted), datter af klasselotterikollektør, cand. jur. Hans Thomas Sødring (1810-1874) og Caroline Augusta Wilhelmine Josepha Gierlew (1811-1869).
Han er begravet på Holmens Kirkegård.